# Norm Maracle
Norm Maracle (ur. 2 października 1974 w Belleville) – kanadyjski hokeista.

## Kariera klubowa
- Calgary Northstars Midget AAA (1990–1991)
- Saskatoon Blades (1991–1994)
- Adirondack Red Wings (1994–1999)
- Detroit Red Wings (1997–1999)
- Atlanta Thrashers (1999–2001)
- Orlando Solar Bears (2000–2001)
- Chicago Wolves (2001–2003)
- Mietałłurg Magnitogorsk (2003–2004)
- Awangard Omsk (2004–2007)
- Iserlohn Roosters (2007–2009)
- HDD Olimpija Lublana (2009–2010)
- Kölner Haie (2010)
- Starbulls Rosenheim (2010–2011)

## Sukcesy
Klubowe
- Turner Cup: 2001 z Orlando Solar Bears
- Puchar Mistrzów: 2005 z Awangardem Omsk

Indywidualne
- WHL / CHL 1993/1994:
  - Najlepszy bramkarz sezonu CHL
  - Del Wilson Trophy: 1994
- Puchar Mistrzów IIHF 2005:
  - Pierwsze miejsce w klasyfikacji skuteczności interwencji bramkarzy turnieju: 97,26%
  - Pierwsze miejsce w klasyfikacji średniej goli straconych na mecz bramkarzy turnieju: 0,60
  - Skład gwiazd turnieju
  - Najlepszy bramkarz turnieju